# 855
Năm 855 là một năm trong lịch Julius.